# Usmrtitev družine Romanov
Rusko cesarsko družino Romanov (Nikolaja II. iz Rusije, njegovo ženo Aleksandro Fjodorovno in njunih pet otrok: Olgo, Tatjano, Marijo, Anastazijo in Alekseja) so boljševiški revolucionarji pod vodstvom Jakova Jurovskega ustrelili in ubili z bajonetom po ukazu Uralskega regionalnega sovjeta v Jekaterinburgu v noči s 16. na 17. julij 1918. Tisto noč so bili umorjeni tudi služabniki, ki so jih spremljali, med njimi Jevgenij Botkin, Ana Demidova, Aleksej Trupp in Ivan Haritonov. Trupla družine so boljševiki odpeljali v gozd Koptјaki, kjer so jih slekli, močno poškodovali z granatami, da bi s tem preprečili identifikacijo, in jih nato pokopali.
Leta 1919 je belo gibanje naročilo preiskavo, vendar ni uspelo najti neoznačenega groba. Preiskovalec je zaključil, da so bili posmrtni ostanki cesarske družine kremirani v rudniku Ganina Jama, saj so tam našli dokaze o požaru. V letih 1979 in 2007 so bili posmrtni ostanki trupel najdeni v dveh neoznačenih grobovih na polju imenovano Porosenkov Log. Analiza DNK je potrdila identiteto članov družine Romanov; zadnja dva otroka nista bila identificirana, dokler ju leta 2007 niso našli v drugem grobu. Po februarski revoluciji je bila družina Romanov skupaj z njihovi služabniki zaprta v Aleksandrovi palači, preden so jih preselili v Tobolsk v Sibiriji. Nato so jih pred usmrtitvijo julija 1918 preselili v hišo v Jekaterinburgu blizu Urala. Boljševiki so sprva oznanili samo Nikolajevo smrt, čeprav so jim rekli, da je »celotna družina doživela isto usodo kot njena glava.« V uradnem sporočilu za javnost je zapisano, da sta bila žena in sin Nikolaja Romanova poslana na varno mesto.
Po uradni državni različici Sovjetske zveze je bil nekdanji car Nikolaj Romanov, skupaj s člani njegove družine in spremstvom, po ukazu Uralskega regionalnega sovjeta usmrčen z streljanjem zaradi grožnje, da bi mesto zasedli člani Bele vojske (češkoslovaška legija). Številni raziskovalci verjamejo, da so njegovo usmrtitev naročili voditelji boljševikov Vladimir Lenin, Jakov Sverdlov in Feliks Dzeržinski. Več kot osem let je sovjetsko vodstvo vzdrževalo sistematično mrežo napačnih informacij v zvezi z usodo družine, od trditve septembra 1919, da so jih ubili levičarski revolucionarji, do aprila 1922 dokončnega zanikanja njihove smrti. Sovjeti so končno priznali umore leta 1926 po objavi v Franciji preiskave belega emigranta iz leta 1919, vendar so rekli, da so bila trupla uničena in da Leninov kabinet ni odgovoren za to. Sovjetsko prikrivanje umorov je spodbudilo govorice o preživelih. Različni prevaranti Romanov so trdili, da so eden od otrok, kar je medijsko pozornost odvrnilo od dejavnosti Sovjetske Rusije.
Pokopališče je leta 1979 odkril Aleksander Avdonin, amaterski iskalec. Sovjetska zveza je obstoj teh ostankov javno priznala šele leta 1989 v času glasnosti. Identiteto posmrtnih ostankov so kasneje potrdili forenzična in DNK analiza ter preiskava, ob pomoči britanskih strokovnjakov. Leta 1998, 80 let po usmrtitvah, so bili posmrtni ostanki družine Romanov ponovno pokopani na državnem pogrebu v katedrali Petra in Pavla v Sankt Peterburgu. Pogreba se niso udeležili ključni člani Ruske pravoslavne cerkve, ki so oporekali pristnost posmrtnih ostankov. Leta 2007 so amaterski arheologi odkrili drugi, manjši grob, v katerem sta bila posmrtna ostanka dveh otrok Romanovih, ki sta pogrešana iz večjega groba, fantka in deklice; vendar pa njune posmrtne ostanke hranijo v državnem odlagališču, dokler čakajo na nadaljnjo DNK testi. Posmrtni ostanki Alekseja in sestre so bili potrjeni z analizo DNK, vendar je vlada dovolila cerkvi, da obdrži Aleksejeve posmrtne ostanke za dodatno testiranje. Leta 2008 je rusko generalno tožilstvo po obsežnih in dolgotrajnih pravnih sporih družino Romanov rehabilitiralo kot »žrtev politične represije«. Ruska vlada je leta 1993 sprožila kazensko zadevo, vendar nihče ni bil preganjan na podlagi smrti storilcev.
Nekateri zgodovinarji ukaz o usmrtitvi pripisujejo komunistični vladi v Moskvi, zlasti Leninu in Sverdlovu, ki sta želela preprečiti reševanje cesarske družine s približevanjem Češkoslovaške legije med tekočo rusko državljansko vojno. To potrjuje odlomek v dnevniku Leona Trockega. Preiskava, ki jo je vodil Vladimir Solovjov, je leta 2011 ugotovila, da kljub odprtju državnih arhivov v postsovjetskih letih ni bilo najdenega nobenega pisnega dokumenta, ki bi nakazoval, da sta naročila spodbudila Lenin ali Sverdlov; vendar so potrdili umore, potem ko so se zgodili. Drugi viri trdijo, da sta Lenin in osrednja sovjetska vlada želela izvesti sojenje Romanovim, pri čemer je bil Trocki kot tožilec, a da je lokalni Uralski sovjet pod pritiskom levih socialističnih revolucionarjev in anarhistov izvršil usmrtitve na lastno pobudo, zaradi pristopa Češkoslovakov. Lenin je imel velik nadzor nad Romanovi, čeprav je zagotovil, da njegovo ime ni bilo povezano z njihovo usodo v nobenem uradnem dokumentu. Leta 1998 je ruski predsednik Boris Jelcin opisal umor kraljeve družine kot eno najbolj sramotnih poglavij v ruski zgodovini.